# Altstadt (Plauen)
Altstadt ist einer der kleinsten Stadtteile von Plauen im Stadtgebiet Zentrum. Hier befindet sich das historische Zentrum der Stadt mit dem Rathaus und der Johanniskirche.

## Geographie

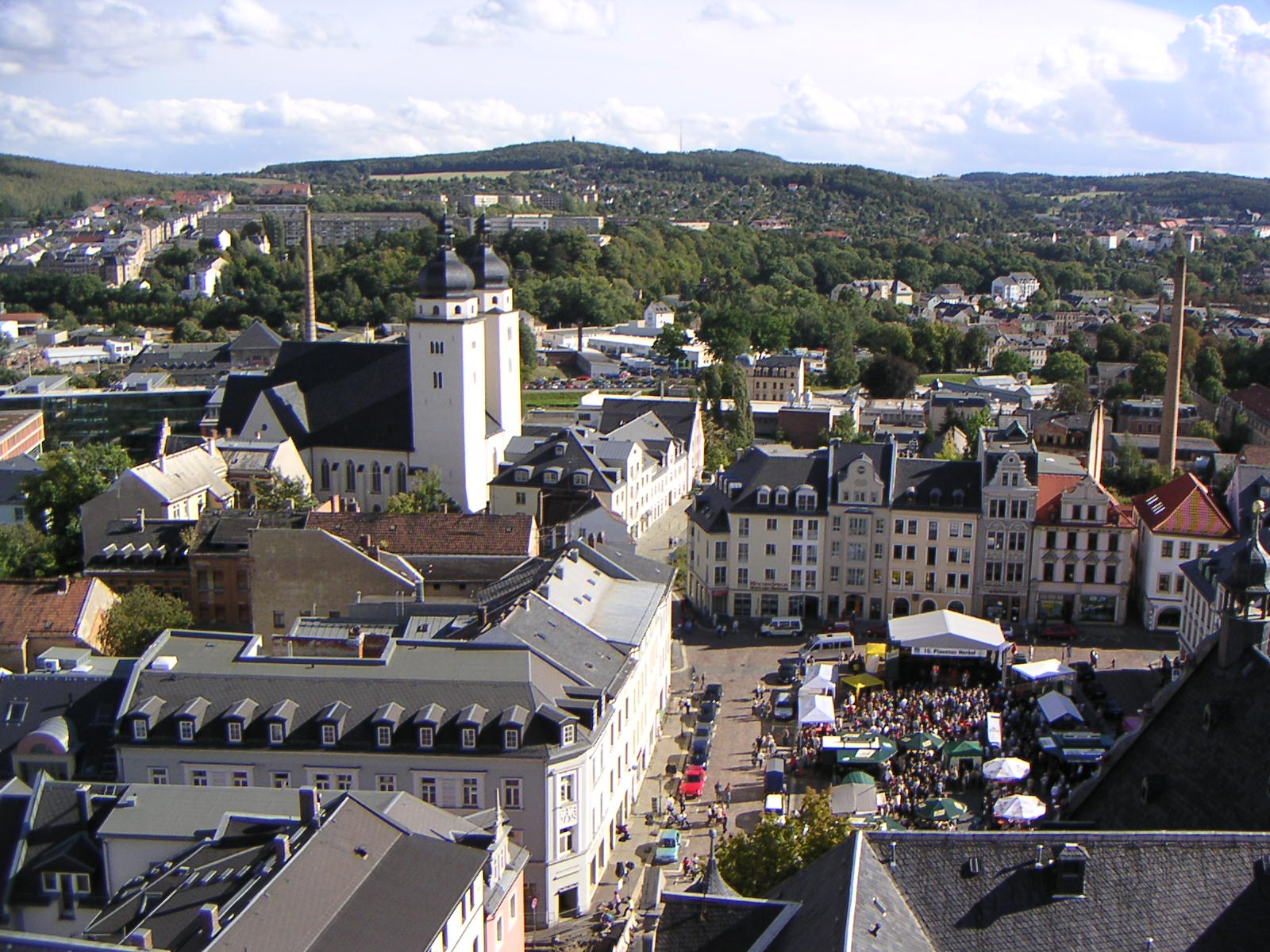
Blick vom Rathausturm auf den Altmarkt und die Johanniskirche

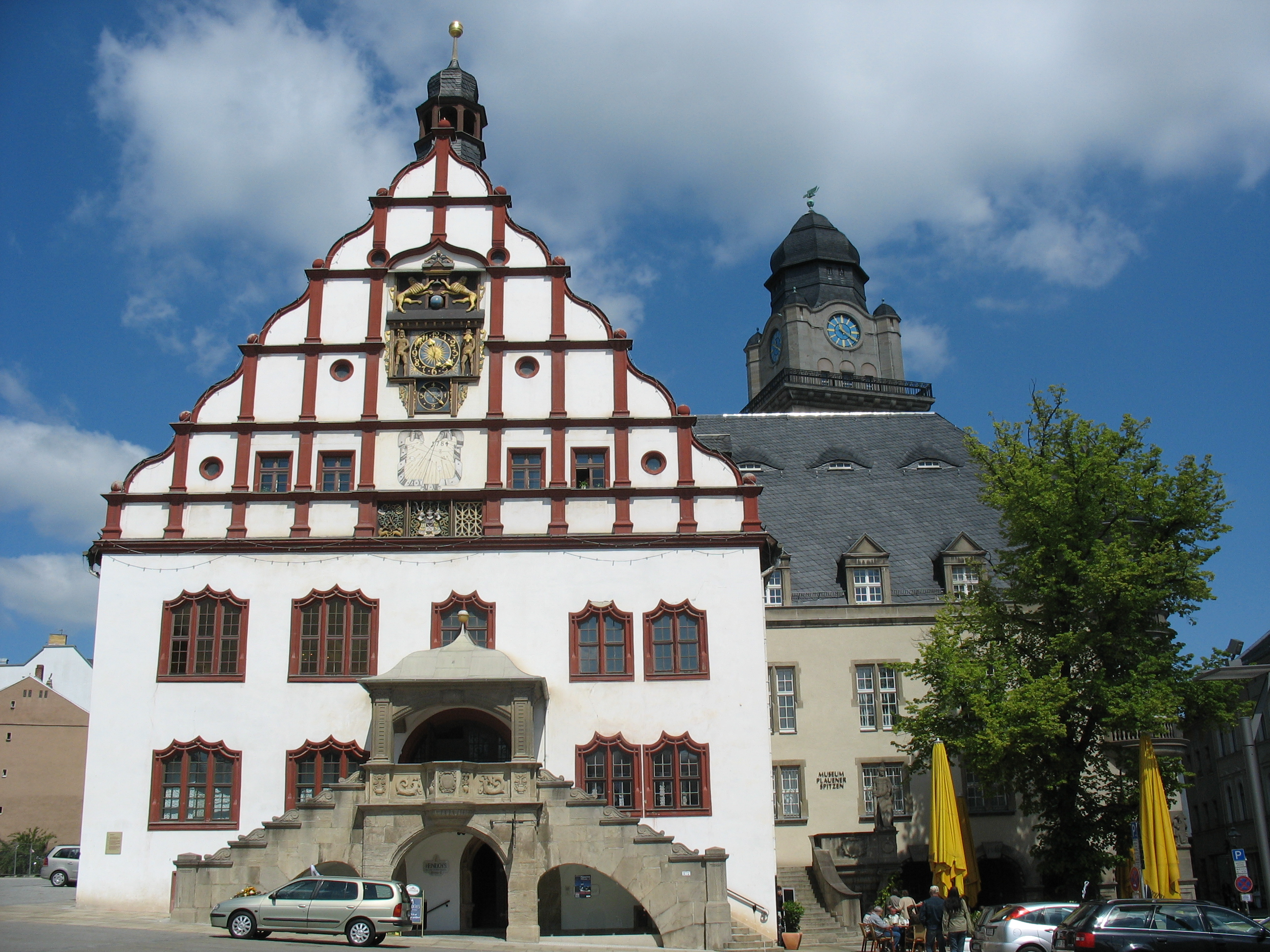
Das Alte Rathaus, eins der Wahrzeichen der Stadt

Die Altstadt liegt im Zentrum Plauens und grenzt an fünf weitere Stadtteile.
| Dobenau             |                                             | Schloßberg |
| Neundorfer Vorstadt | Kompassrose, die auf Nachbargemeinden zeigt | Neustadt   |
|                     | Obere Aue                                   |            |

Die Altstadt wird begrenzt durch (von Norden im Uhrzeigersinn) den Postplatz, die Syrastraße, die Hofwiesenstraße, die Pfortenstraße, die Bleichstraße, die Böhlerstraße, den Mühlberg, den Oberen und den Unteren Graben. Etwa in der Mitte liegt der Altmarkt mit dem Alten Rathaus. Im südwestlichen Zipfel liegt der Hauptsitz der Sparkasse Vogtland und darüber steht die Johanniskirche. An der südwestlichen Grenze befindet sich das Weisbachsche Haus und in unmittelbarer steht Nähe das Malzhaus, Überrest einer ersten Stadtburg der Ebersteiner an der südwestlichen Ecke des Mauerrings. Im Osten, zwischen dem Oberen Graben und der Nobelstraße befinden sich das Vogtlandmuseum und das Erich-Ohser-Haus. An der nordwestlichen Grenze liegt der Eingang des Neuen Rathauses.

## Öffentlicher Nahverkehr
In der Altstadt selbst verkehren keine Straßenbahnen und Busse. Am nördlich gelegenen Postplatz befindet sich jedoch die Zentralhaltestelle „Tunnel“ der Plauener Straßenbahn. Dort verkehren alle Plauener Straßenbahnlinien, Stadtbusse sowie ausgewählte Regionalbusse.